# Xã Chippewa, Quận Wayne, Ohio
Xã Chippewa (tiếng Anh: Chippewa Township) là một xã thuộc quận Wayne, tiểu bang Ohio, Hoa Kỳ. Năm 2010, dân số của xã này là 10.212 người.